# Ajuntament de Bétera
L'Ajuntament de Bétera és l'administració pública local que governa i representa els interessos de la ciutat i municipi de Bétera. Els seus responsables polítics són escollits per sufragi universal pels ciutadans de Bétera amb dret a vot, en eleccions celebrades cada quatre anys. Actualment el sistema de règim municipal està constituït per la Llei de Bases del Règim Local de 1985 i, amb caràcter supletori, pel Reial Decret legislatiu de 1986.
Els òrgans bàsics a tots els ajuntaments són l'alcalde, els tinents d'alcalde, el ple i la comissió de govern.
El ple, integrat per tots els regidors, és presidit per l'alcalde, i li corresponen les funcions de major transcendència municipal, en particular el control i la fiscalització dels òrgans de govern. Les seues sessions són públiques.
La comissió de govern està integrada per l'alcalde i un nombre de regidors no superior a la tercera part d´aquests nomenats i destituïts, lliurement, per l'alcalde.
A la comissió assisteix l'alcalde i té les atribucions que aquest i el ple l'hi deleguen.
Actualment, l'Alcaldessa de Bétera és María Elia Verdevío Escribá (Partit Popular de la Comunitat Valenciana)

## Seus[1]
La seu principal de l'ajuntament es un edifici de construcció moderna, fet l'any 1978, que es troba al carrer José Gascón Sirera fent cantó amb el carrer Salvador Giner, on també es trobaba fins a la creació d'un nou edifici la seu de la policia local. Fins a l'any 1978 la seu de l'ajuntament es trobaba en un vell edifici del carrer Major que encara hui i des de la seua rehabilitació l'any 1986 s'utilitza com a saló d'actes i sala d'exposicions. Els plens se celebren al Castell-Palau dels Boïl o Castell de Bétera. A banda d'aquests edificis, l'ajuntament disposa de diferents centres arreu del poble on es troben les diferents regidories i servicis.

## Grups municipals
| Compromís | PP | Mas Camarena-Torre en Conill | PSPV-PSOE                                                                                         | C's                                                                  | Vox                      |

Composició del ple de l'ajuntament 2019-2023

| 1. Cristina Alemany Campos (BLOC) 2. Enric Alvarez Blaya (IdPV) 3. Raquel Puig Salavert 4. José Rodado Hernández (IdPV) 5. Daría Terrádez Salom 6. Joan Josep Baudés Llistó (BLOC) | 1. María Élia Verdevío Escrivá 2. Mónica Martín Folch 3. María Segura Belmar 4. Manuel Pérez Salavert | 1. Carlos Abad Palomar (MC) 2. María Gloria Campomanes Barroso (TC) 3. María José Yago Villén (MC) 4. Manuel José Alberto Chover Lara (TC) | 1. María José Ballesteros Margaix 2. Juan Carlos Cremades Romero 3. José Miguel Granell Izquierdo | 1. Eva Martínez Cano 2. Joaquín Gómez Martínez 3. Julio Inés Rodrigo | 1. Fidel Valcarce Blanco |

## Govern municipal[2]
| Nom | Nom                             | Càrrec | Partit      |
| --- | ------------------------------- | --- | ----------- |
|     | Elia Verdevío Escribá           | Alcaldessa, Àrea d'Agricultura, Camins Rurals, Esports, Comunicació i Premsa i qualssevol altres no delegades en els membres de la Corporació o Junta de Govern Local. | PPCV        |
|     | Mónica Martín Folch             | Àrea de Serveis Jurídics, Contractació i Ocupació. | PPCV        |
|     | Maria Segura Belmar             | Àrea d'Hisenda i Joventut. | PPCV        |
|     | Manuel Pérez Salavert           | Àrea de Drets Socials, Festes i Personal. | PPCV        |
|     | Carlos Abad Palomares           | Àrea de Sanitat, Coordinació Administrativa d'Urbanitzacions i Aigües i recursos hidràulics.                                                                           | PMC (MC-TC) |
|     | María Gloria Campomanes Barroso | Àrea d'Obres Públiques i altres infraestructures, Enllumenat, Medi Ambient, Recollida i tractament de residus, Neteja viària, Mobilitat, Parc Mòbil i Clavegueram.     | PTC (MC-TC) |
|     | María José Yago Villén          | Àrea de Parcs i Jardins, Dona i igualtat. | PMC (MC-TC) |
|     | Manuel José Alberto Chover Lara | Àrea d'Educació i Cultura. | PTC (MC-TC) |
|     | Eva Martínez Cano               | Àrea d'Urbanisme, Manteniment d'edificis públics, Cementeris i Aigües i recursos hidràulics.                                                                           | C's         |
|     | Joaquín Gómez Martínez          | Àrea d'Indústria, Mercats, Comerç, Consum, Turisme i Patrimoni. | C's         |
|     | Julio Inés Rodrigo              | Àrea d'Informàtica, Noves Tecnologies, Policia, Ordenació del trànsit, Prevenció i extinció d'incendis, Protecció Civil i Participació Ciutadana.                      | C's         |